# Angelo Masini Pieralli
Angelo Masini Pieralli (San Giovanni Valdarno, 1874 o 1877 – ...) è stato un cantante italiano.

## Biografia

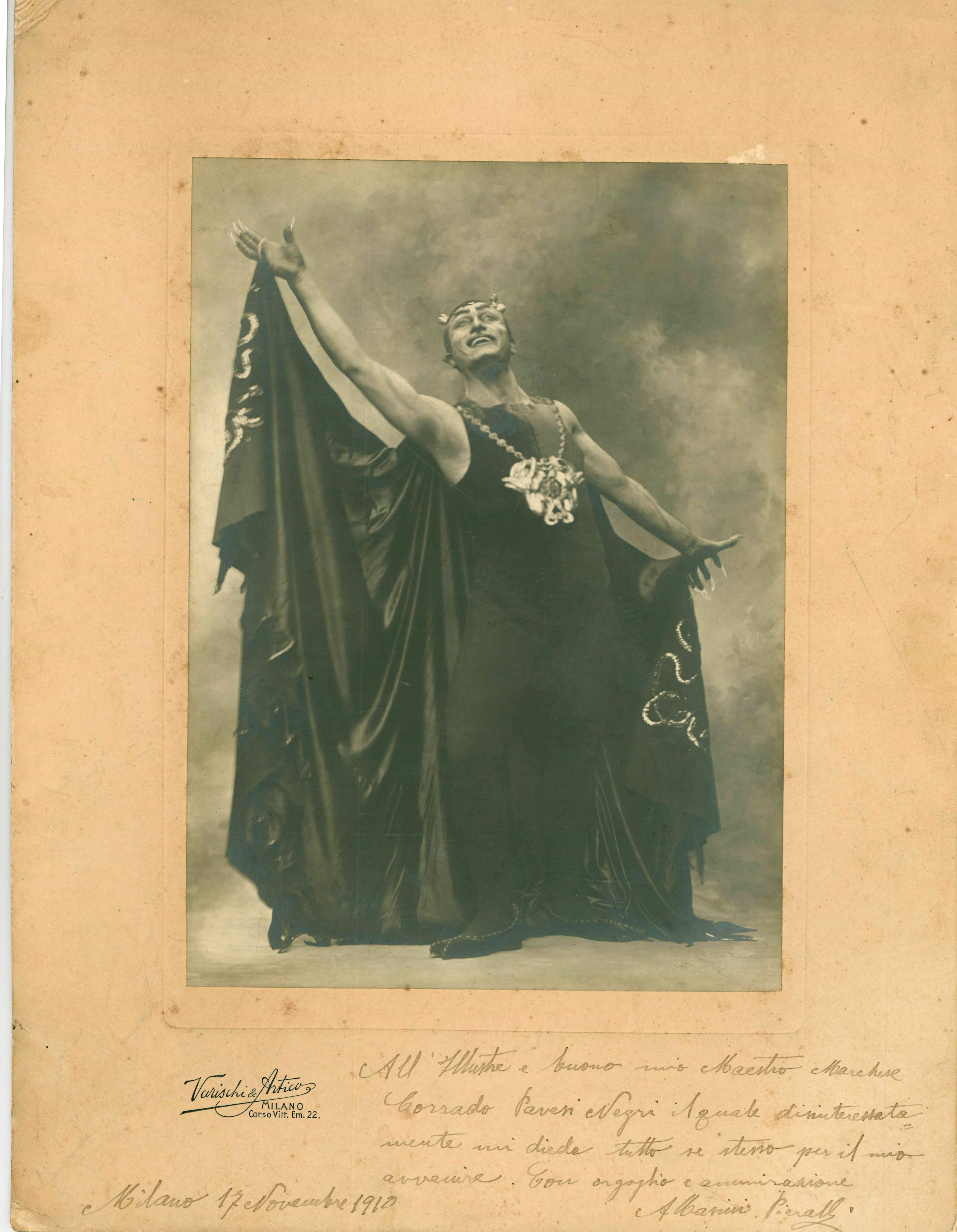
Angelo Masini Pieralli interpreta Mefistofele (1910), fotografia con dedica al Maestro Corrado Pavesi Negri

Basso italiano di umili origini, nacque a San Giovanni Valdarno nel 1874 o 1877. Studiò con il marchese Corrado Pavesi Negri e debuttò nel 1898 al teatro di Sesto Fiorentino come Conte Rodolfo in La sonnambula di Bellini. In seguito ha cantato al Teatro Comunale di Terni in La forza del destino di Giuseppe Verdi. Dopo la fine del secolo, ebbe una brillante carriera nei grandi teatri d'opera italiani: Palermo, Parma, Torino, Milano, Roma, Venezia, Bologna, Fiume, Brescia, Verona e Napoli. 
Al Teatro dell'Opera di Roma nel 1909 fu inserito in cast d'eccezione per l'allestimento dell'opera  La Gioconda di Ponchielli con Giannina Russ, Luisa Garibaldi e Titta Ruffo. Subito dopo andava in scena in Il principe Zilah di Franco Alfano. In seguito, nel 1914, si esibì in una delle prime edizioni italiane di Parsifal, in Lohengrin e Mefistofele con la direzione di Edoardo Vitale; nella stagione 1920-21 partecipò con Bianca Bellincioni all'opera Mârouf, savetier du Caire di Henry Rabaud. Nel 1923 propose Aida e Il Barbiere di Siviglia di Rossini con la direzione di Gabriele Santini e Cristoforo Colombo di Alberto Franchetti.
Interprete di opere wagneriane al Teatro Comunale di Bologna aveva partecipato all'allestimento nel 1909 de Il crepuscolo degli dei e e nel 1923 La Walkiria. Sempre a Bologna nel 1919 fu il protagonista del Mefistofele di Arrigo Boito con Beniamino Gigli e la direzione di Tullio Serafin.
Ebbe una brillante carriera anche in altre città europee: Parigi, Madrid, Barcellona, Lisbona e Porto. In Sud America, Buenos Aires, Valparaiso e Santiago. Cantò nel per il centenario dalla nascita di Verdi a Parma al Teatro Regio nel 1913 e si esibì a Parigi con i Balletti russi di Diaghilev con l'opera Le astuzie femminili di Cimarosa. Fu particolarmente apprezzato anche nella penisola iberica, dove si esibì regolarmente nei più importanti teatri, come il Gran Teatre del Liceu di Barcellona.
In Spagna negli anni Trenta si concluse la sua carriera.

## Discografia

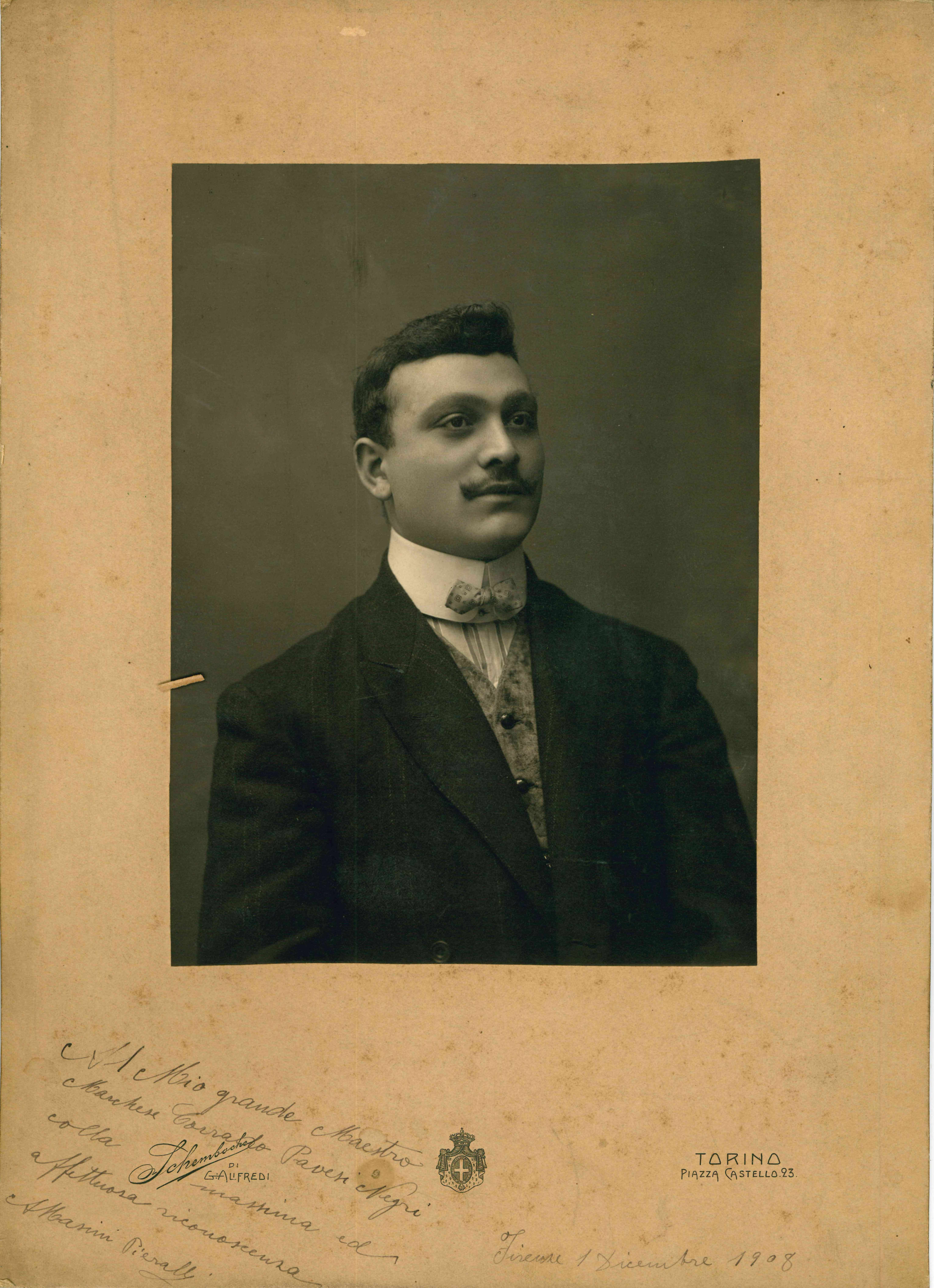
Ritratto di Angelo Masini Pieralli (1 dicembre 1908)

## Discografia[4]
| 1924 circa | Mefistofele: Ave signor                    | Milano, Pathé | 10382  |
| 1924 circa | Mefistofele: Ballata del mondo             | Milano, Pathé | 10382  |
| 1924 circa | Don Carlo: Ella giammai m'amò P.I°         | Milano, Pathé | 10383  |
| 1924 circa | Don Carlo: Ella giammai m'amò P.II°        | Milano, Pathé | 10383  |
| 1924 circa | Il Barbiere di Siviglia: La calunnia       | Milano, Pathé | 10384  |
| 1924 circa | La dannazione di Faust: Canzone delle rose | Milano, Pathé | 10384  |
| 1920 circa | Pacheco Por ti                             | Regal records | RS5050 |